# Armata Principatului Moldovei

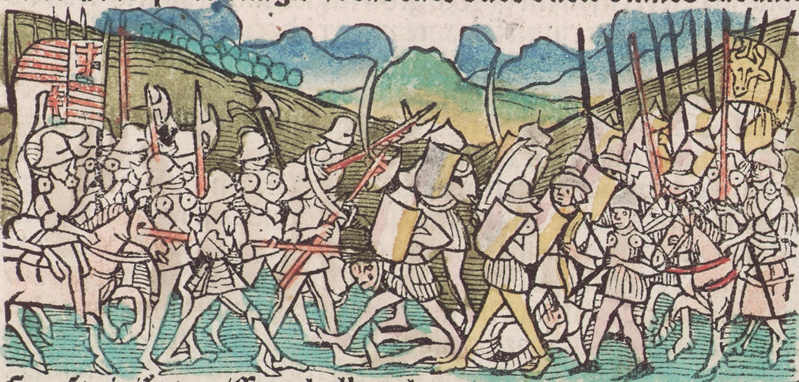
În dreapta trupe moldovene în luptă cu armata maghiară (în stânga) – Bătălia de la Baia.

Principatul Moldovei a avut forțe militare de-a lungul istoriei sale ca stat independent și, mai târziu, ca principat autonom al Imperiului otoman (secolul XIV-1859). După 1859 trupele moldovene au devenit parte a armatei române.

## Evul mediu
Sub domnia lui Ștefan cel Mare, toți țăranii trebuiau să poarte arme. Ștefan a justificat acest lucru spunând că „fiecare om are datoria de a-și apăra patria”, în conformitate cu Jan Długosz, dacă cineva era găsit fără a purta o armă, el era condamnat la moarte.
Ștefan a reformat armata promovând bărbații din ținuturile țărănimii libere (răzeși), la infanterie (voinici) și cavaleria ușoară (hânsari) - pentru a micșora dependența sa față de boieri - și a introdus arme de foc. În vremuri de criză, Oastea Mică - care era formată din cca. 10.000 - 12.000 de bărbați - era gata să înfrunte inamicul, în timp ce Oastea Mare - care putea atinge și 40.000 de luptători - era formată din toți țărănii liberi care aveau peste 14 ani și suficienți de puternici pentru a purta o sabie sau de a folosi arcul, cu toții erau recrutați când era necesar. Acest lucru se întâmpla rar, deoarece o recrutare în masă ducea la scăderea economiei și a demografiei. În Bătălia de la Vaslui, Ștefan a trebuit să formeze Oastea Mare și să recruteze și trupe de mercenari.
În Evul Mediu și Renașterea timpurie, moldovenii se bazau pe cavaleria ușoară (călărași), care erau folosiți în tactici de genul lovește-și-fugi și alte tactici similare cu cele ale tătarilor, acest lucru le-a dat o mare mobilitate și flexibilitate, când era nevoie ei descălecau de pe cai și se angajau în lupta corp-la-corp, așa cum s-a întâmplat în 1422, când 400 de arcași călare au fost trimiși pentru a ajuta Regatul Jagiellonilor (Polonia) împotriva Cavalerilor Teutoni.
Atunci când au ajuns în contact vizual cu inamicul, arcașii călare s-au retras într-o pădure din apropiere unde s-au camuflat cu frunze și crengi, potrivit cronicarului polonez Jan Długosz, atunci când inamicul a intrat în pădure, au fost copleșiți cu săgeți și învinși. Cavaleria grea era formată din boieri și gărzile lor, viteji și curteni - cavaleria Curții (parte din Oastea Mică). În vremuri de război, boierii erau obligați de sistemul feudal de credință să furnizeze domnului trupe, în funcție de gradul domeniului boieresc.